# مقاطعة ديلون (كارولاينا الجنوبية)
مقاطعة ديلون هي مقاطعة في كارولاينا الجنوبية، بلغ عدد سكانها 32٬062  نسمة، في 2010، عاصمتها ديلون، تبلغ مساحتها 1٬053 كيلومتر مربع.

## الموقع
تشترك في الحدود مع:
- مقاطعة روبسون.

## التقسيمات الإدارية
- ديلون.

## أعلام
- غلوريا بلاكويل
- لوروا ستانتون